# Valentin Rost
Valentin Christian Friedrich Rost (* 16. Oktober 1790 in Friedrichroda; † 6. August 1862 in Gotha) war ein deutscher klassischer Philologe und Lexikograf. Seine bedeutendste Leistung ist die Neubearbeitung des Handwörterbuchs der griechischen Sprache von Franz Passow (1841–1857).

## Leben
Valentin Rost wuchs in Friedrichroda auf. Trotz seiner einfachen Herkunft konnte er ab 1802 das Gymnasium Illustre in Gotha besuchen und ab 1810 an der Universität Jena klassische Philologie und Theologie studieren. Nach dem Studium arbeitete er zunächst als Hauslehrer, dann ab 1814 als Collaborator am Gothaer Gymnasium. Da er vor allem Griechisch unterrichtete, beschäftigte er sich neben dem Unterricht intensiv mit der griechischen Grammatik und Lexikografie. 1816 erschien seine Griechische Grammatik, die nach zahlreichen Neuauflagen zuletzt 1856 erschien (als Neubearbeitung nach den Erkenntnissen der Vergleichenden Sprachwissenschaft). Auch ein deutsch-griechisches Wörterbuch brachte er heraus (1818), außerdem eine Neubearbeitung des Homer- und Pindar-Lexikons von Christian Tobias Damm (1699–1778).
1840 begann Rost mit der Veröffentlichung eines eigenen griechisch-deutschen Wörterbuches unter dem Titel Vollständiges Lexikon der classischen Gräcität. Er brach das Projekt jedoch zugunsten einer Neubearbeitung des Handwörterbuchs der griechischen Sprache von Franz Passow ab. Die neue (fünfte) Auflage, betreut von Rost, Johann Friedrich Palm, Otto Kreussler, Karl Keil, Gustav Eduard Benseler und Ferdinand Peter, erschien von 1841 bis 1857. In demselben Zeitraum war Rost Direktor des Gothaer Gymnasium Illustre. 1859 trat der mit dem Titel eines Geheimen Oberschulraths geehrte Rost in den Ruhestand.
Rost fand seine letzte Ruhestätte auf dem Gothaer Friedhof II, das Grab ist heute jedoch nicht mehr erhalten. Die Stadt Gotha ehrte ihn mit der Benennung einer Straße, der Roststraße, westlich vom Schloss (heute „Am Tivoli“).